# Wojciech Miaskowski (zm. 1672)
Wojciech Miaskowski (Miastkowski) herbu Leliwa (zm. w 1672 roku) – chorąży kamieniecki w latach 1667-1672, chorąży nowogrodzkosiewierski w latach 1655-1667, rotmistrz królewski.
Poseł na sejm 1655 roku, poseł sejmiku kamienieckiego na pierwszy sejm 1666 roku. 